# سرطان الوجه الشيطاني

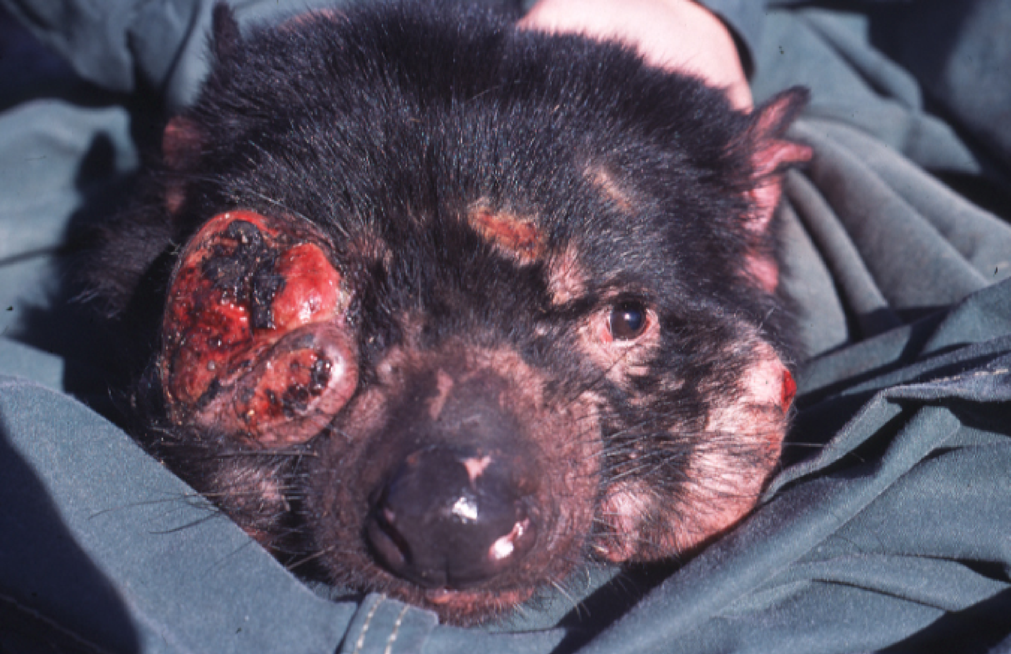
يُسبب مرض سرطان الوجه الشيطاني تكون الأورام حول الفم ما يُعيق من قدرة الشياطين التسمانية على التغذية ويُؤدي بها إلى الموت جوعًا.

توضح الصورة مدى التطور في انتشار مرض سرطان الوجه الشيطاني في جزيرة تسمانيا حتى العام 2007.

يصيب مرض سرطان الوجه الشيطاني (بالإنجليزية: Devil facial tumour disease)‏ الشياطين التسمانية، وهو مرض سرطاني طفيلي، وهو بذلك سرطان قابل للانتقال من فرد لآخر، تنتقل معظم السرطانات القابلة للانتقال بين الأفراد بانتقال الفيروس المسبب لها، ولكن سرطان الوجه الشيطاني ينتقل بانتقال الخلايا السرطانية نفسها، فهو واحد من ثلاثة أنواع معروفة من السرطان قادرة على الانتقال بهذه الطريقة.
وصف المرض لأول مرة في عام 1996 في أستراليا، وخلال العقد التالي أدى المرض إلى تناقص أعداد الشياطين التسمانية في البرية بنسبة تتراوح من 20% إلى 50% من مجموع هذه الحيوانات، وقد تعرضت بعض المجموعات المصابة بالمرض بكثافة عالية إلى وفاة كل أفرادها خلال فترة سنة إلى سنة ونصف من ظهور المرض فيها.
يظهر مرض سرطان الوجه الشيطاني على شكل تكتلات حول الفم، ومن ثم ينتشر كورم سرطاني ينتشر من الوجه إلى كامل الجسد، وينتهي بموت الحيوان المصاب إما بسبب التسبب بفشل عضوي أو الإصابة بعدوى ثانوية أو بموته جوعًا لعدم قدرته على الأكل بسبب الأورام حول فمه.
الأرجح أن سرطان الوجه الشيطاني ينتقل في أكثر الحالات من خلال عض الحيوانات لبعضها البعض، ولكن طرق الانتقال الممكنة قد تشمل أيضًا طرقًا أخرى كمشاركة الطعام والاحتكاك بأجساد الحيوانات المصابة الميتة.
يصيب المرض الذكور والإناث بشكل متساوي، ولكن وُجدت 6 حالات لإناث شياطين تسمانيا يمتلكن مناعة جزئية ضد المرض، وعلى إثر ذلك بدأت برامج التزاوج في الأسر لمحاول حفظ هذه الحيوانات.
كشفت بحوث مؤخراً قدرة بعض حيوانات الشيطان التسماني على مقاومة هذا المرض ويفتح ذلك آفاقاً نحو معالجة السرطان في الإنسان أيضاً وليس فقط الحفاظ على الشيطان التسماني من الانقراض.

## الصفات
تحتوي خلايا الشياطين التسمانية على 14 كرموسوم، بينما تحتوي خلايا السلالات القديمة من سرطان الوجه الشيطاني على 13 كرموسوم (9 كروموسومات معروفة و4 كروموسومات مميزة تحتوي على طفرات وراثية)، وتحتوي السلالات الأحدث على كرموسوم مميز إضافي ما يجعلها تحتوي بالمجموع على 14 كرموسوم.
يصف الباحثون السرطان بأنه ورم غدي عصبي، ويرجح أنه ينشأ من الخلايا الشوانية، وعند تحليل الخلايا السرطانية من عدة شياطين تسمانية من أماكن مختلفة يظهر أن هذه الخلايا متطابقة جينيًا لبعضها البعض، وأنها تختلف عن خلايا الشياطين التسمانية المضيفة لها، ومن ذلك يمكن الافتراض أن السرطان نشأ في حيوان واحد ومن ثم انتشر للحيوانات الأخرى، وأن الخلايا السرطانية نفسها هي العامل المعدي.

## اقرأ أيضًا
- شيطان تسمانيا
- سرطان طفيلي
- فيروس ورمي